# Robert F. Boyle
Pour les articles homonymes, voir Boyle.
Robert F. Boyle, né à Los Angeles, Californie, le 10 octobre 1909 et mort le 1er août 2010 à l'âge de cent ans, est un directeur artistique et chef décorateur américain. Il a reçu l'Oscar d'honneur lors des Oscars du cinéma 2007.

## Biographie
Né à Los Angeles, Boyle a une formation d'architecte, diplômé de l'Université de la Californie du Sud (USC). Lorsqu'il perd son emploi durant la Grande Dépression, Boyle trouve un emploi de figurant dans l'industrie cinématographique. En 1933, il est embauché comme dessinateur dans le département d'art de Paramount Pictures, supervisé par le directeur artistique Hans Dreier. Il travaille sur une variété d'images en tant que croqueur, dessinateur et assistant de directeur artistique, avant de devenir directeur artistique aux Studios Universal au début des années 1940.
Boyle a collaboré plusieurs fois avec Alfred Hitchcock, tout d'abord comme directeur artistique associé pour Cinquième Colonne (1942), et plus tard comme décorateur à part entière pour La Mort aux trousses (1959), Les Oiseaux (1963) et Pas de printemps pour Marnie (1964).
Les autres contributions de Boyle incluent Le Météore de la nuit, Les Nerfs à vif, De sang-froid, Un violon sur le toit, Portnoy et son complexe, Winter Kills, Mame, Fields et moi, Le Dernier des géants, la Bidasse, Staying Alive, Deux Nigauds détectives, Deux Nigauds chez Vénus, Deux Nigauds en Alaska et Troop Beverly Hills.
Pendant toute sa carrière, Boyle a été nommé quatre fois pour l'Oscar de la meilleure direction artistique, mais il ne l'a jamais remporté. En 1997, il reçoit une récompense de la Guilde de la direction artistique pour l'ensemble de sa carrière. et les membres de l'Académie des arts et des sciences du cinéma lui décernent l'Oscar d'honneur "en reconnaissance d'une des carrières cinématographiques les plus importantes dans le domaine de la direction artistique". Il le reçoit le 24 février 2008, pour la quatre-vingtième cérémonie des Oscars. À l'âge de 98 ans, Boyle est devenu le doyen des lauréats de cette récompense dans l'histoire des Oscars.
Boyle fut le sujet d'un documentaire sur les nommés aux Oscars dans le court-métrageThe Man on Lincoln's Nose (2000.)